# Grande Mar de Areia
O Grande Mar de Areia (em árabe: بحر الرمال الأعظم) é um érgio no deserto do Saara com cerca de 72 000 km². Situa-se no oeste do Egito e leste da Líbia. Cerca de 74% da sua área total está coberto por dunas de areia. É o terceiro maior campo de dunas do mundo, o maior dos grandes ergs do Saara e também o mais árido.
O Grande Mar de Areia estende-se por um comprimento de cerca de 650 km de norte a sul e uma largura de 300 km de leste a oeste. Nas imagens de satélite, este deserto mostra um padrão de bordas de areia que se formam na direção norte-sul. No entanto, apesar da aparente uniformidade, o Grande Mar de Areia possui duas grandes áreas com diferentes tipos de dunas gigantes. O mar de areia egípcio é paralelo à Duna de Calanchio da Líbia, com o qual é contíguo a norte.
Este "mar de areia" era bem conhecido pelos tuaregues e comerciantes que viajavam com caravanas através do Saara. Friedrich Gerhard Rohlfs foi o primeiro europeu a documentar o Grande Mar de Areia. Iniciou as suas expedições no Saara em 1865, e designou a grande extensão de dunas "Große Sandmeer". Nas décadas seguintes houve numerosas expedições para determinar a extensão do mar de areia e explorar a região.
Os ventos predominantes organizam essa grande massa de areia em enormes dunas de crista longitudinal, que se estendem ininterruptamente por centenas de quilómetros, com corredores cheios de areia lisa entre as dunas. Esse alinhamento peculiar torna as viagens norte-sul muito fáceis entre as dunas, mas qualquer travessia leste-oeste requer a travessia das dunas. Os lados orientais são geralmente íngremes, enquanto os lados ocidentais sobem gradualmente, com bolsas de areia líquida. Um cruzamento oeste para leste é relativamente fácil, mas pode ser uma tarefa desafiadora na direção oposta. Tal como acontece com os outros desertos, os dias podem ser sufocantemente quentes e as noites podem ser muito frias.
Enquanto o interior da área é completamente imerso pela areia, alguns afloramentos rochosos oferecem um vislumbre da geologia do que se encontra por baixo. Alguns desses afloramentos são as mais importantes locais que possuem fósseis em todo o Deserto Ocidental. A sul de Siva há vários afloramentos de sedimentos marinhos brancos do Mioceno, com abundantes fósseis de criaturas marinhas com conchas duras, dentes de tubarão e até mesmo alguns esqueletos completamente preservados de cetáceos semelhantes a golfinhos.